# サミュエル・サリヴァン・コックス

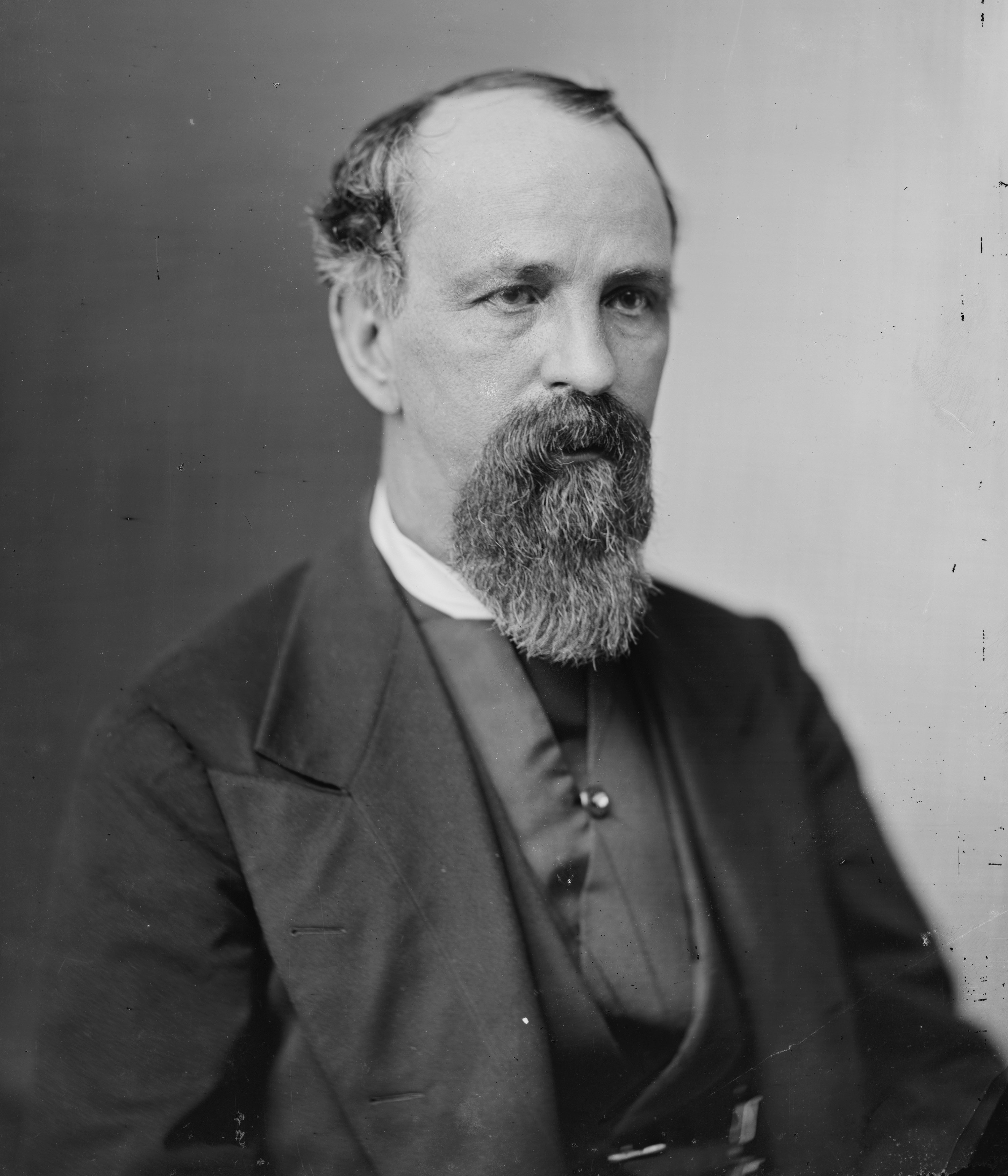
サミュエル・サリヴァン・コックス

サミュエル・サリヴァン・コックス（Samuel Sullivan Cox, 1824年9月30日 - 1889年9月10日）は、アメリカ合衆国の政治家、外交官、オハイオ州とニューヨーク州から連邦下院議員に選出され、晩年には在オスマン帝国公使を務めた。

## 生涯
サミュエル・サリヴァン・コックスは1824年9月30日にオハイオ州ゼーンズヴィルにおいて誕生した。コックスはオハイオ大学とブラウン大学で学び、1846年にブラウン大学を卒業した。コックスはゼーンズヴィルで弁護士業を開業し、続いてオハイオ州コロンバスの新聞社ステートマンの経営者および編集者となった。
1855年、コックスはペルーのリマにあるアメリカ公使館で書記官を務めた。

## オハイオ州選出連邦下院議員
コックスは1856年に民主党の公認を受けて、オハイオ州から連邦下院議員に選出された。コックスは1857年3月4日から1865年3月3日まで4期8年連続で下院議員を務めた。コックスは1856年、1858年、1860年の選挙では第12選挙区から当選し、1862年の選挙では第7選挙区から当選した。コックスは第35議会で革命請求委員会の委員長を務めた。
1864年、コックスは異人種間の結婚を支持する共和党を強く非難し、混血は認められざるべきだとするスピーチを行った。コックスは同年の下院議員選挙で敗退した。コックスは1865年3月に連邦下院議員を退任した後、ニューヨークへ移った。コックスはニューヨーク市内で弁護士業を再開した。

## ニューヨーク州選出連邦下院議員
コックスは1868年にニューヨーク州第6選挙区から連邦下院議員に立候補し、勝利した。コックスは1869年3月4日から1873年3月3日まで連邦下院議員を2期4年務めた。コックスは1872年の選挙において、全州選挙区に鞍替えして立候補した。コックスは民主党および自由共和党の指名を受けたが、共和党ライマン・トレメインに敗北した。
1873年4月30日、第6選挙区選出の民主党議員ジェイムズ・ブルックスが死去したため、後任としてコックスが指名を受けた。コックスは1873年11月4日に着任し、以降6期連続で連邦下院議員に当選した。コックスは1885年5月20日に連邦下院議員を辞任した。コックスは連邦下院において、第44議会で銀行通貨委員会委員長、第46議会で国勢調査委員会委員長および外交委員会委員長、第48議会で海軍委員会委員長を務めた。

## 駐オスマン帝国公使

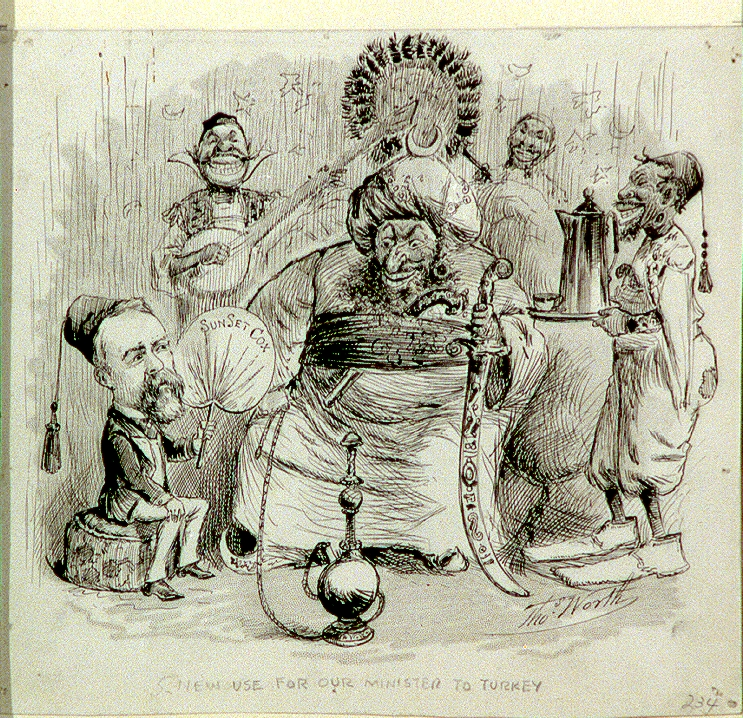
コックスの駐オスマン帝国公使着任を描いた風刺画。『吾等が駐トルコ公使の新用途』

1885年3月25日、コックスはグロバー・クリーブランド大統領から在オスマン帝国特命全権公使として指名を受けた。コックスはこれを受諾し、連邦下院議員を辞任した。コックスは1885年8月25日に信任状を奉呈して着任し、1886年9月14日まで駐オスマン帝国公使を務めた。

## 晩年
コックスはオスマン帝国から帰国後、再び連邦下院議員を目指した。コックスはジョーゼフ・ピューリツァーの辞任に伴う欠員補充の特別選挙に立候補し、勝利した。コックスは1886年11月2日に着任し、1889年9月10日に死去するまで2期連続で連邦下院議員を務めた。コックスは第50議会において、民主党下院議員総会議長を務めた。
1889年9月10日、サミュエル・サリヴァン・コックスはニューヨーク州ニューヨークにおいて死去した。コックスの遺体はニューヨーク市ブルックリン区のグリーンウッド墓地に埋葬された。

## 評価
コックスは公務員制度改革の支持者であり、合衆国の領土拡張と西方への進出に関する賛同者でもあった。またコックスはアメリカ沿岸警備隊の前身である救命局を支援も行った。コックスは「郵便集配人の朋友」との名でも知られ、郵政公社職員に対する利益還元や週40時間労働の保障などに関与した。郵政公社職員はコックスに対して感謝の意を表し、1891年に1万ドルを集めてニューヨークのトンプキンス・スクエアにコックスの彫像を建立した。
コックスは弁の立つ演説者としても知られた。コックスの愛称「サンセット」は、夕暮れ時のスピーチが特に華麗であったことに由来する。

## 著作物
コックスの著書として、以下のものが挙げられる。
- A Buckeye Abroad (1852)
- Eight years in Congress, from 1857 to 1865 (1865)
- Three Decades of Federal Legislation, 1855-1885 (1885)